# 1915 no teatro

## Eventos
- 21 de Abril - Inauguração do Theatro Circo de Braga (Portugal).

## Nascimentos
| Data            | Nome                 | Profissão  | Nacionalidade          | Observações | Ref |
| --------------- | -------------------- | ---------- | ---------------------- | ----------- | --- |
| 13 de fevereiro | Guilherme Figueiredo | dramaturgo | Brasil                 | m. 1997     |     |
| 17 de outubro   | Arthur Miller        | dramaturgo | Estados Unidos         | m. 2005     |     |
| 13 de dezembro  | Curd Jürgens         | ator       | Império Austro-Húngaro | m. 1982     |     |

## Mortes

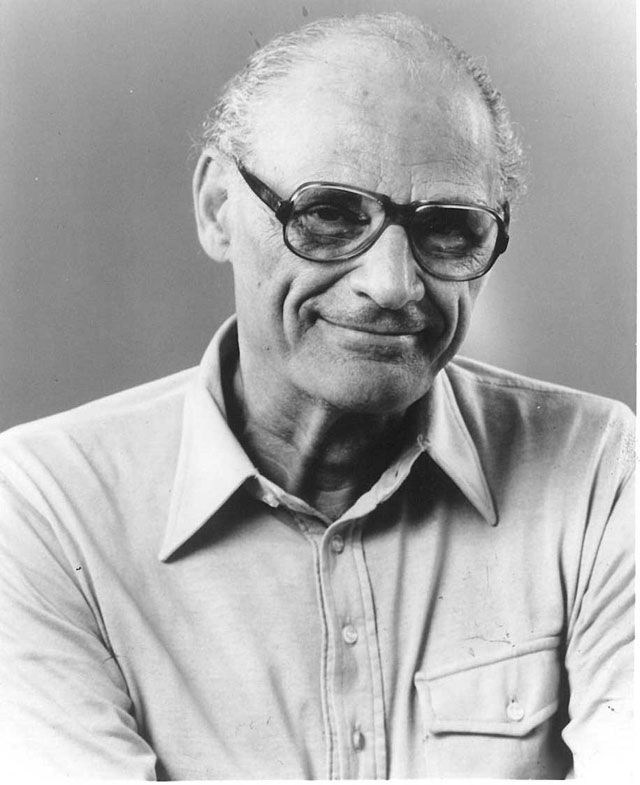
Arthur Miller

| Data      | Nome            | Profissão                      | Nacionalidade | Observações | Ref |
| --------- | --------------- | ------------------------------ | ------------- | ----------- | --- |
| 8 de maio | Batista Cepelos | poeta, teatrólogo e romancista | Brasil        | n. 1872     |     |